# (11548) Jerrylewis
(11548) Jerrylewis (1992 WD8) – planetoida z pasa głównego asteroid okrążająca Słońce w ciągu 3,85 lat w średniej odległości 2,45 j.a. Odkryta 25 listopada 1992 roku. Nazwana na cześć amerykańskiego aktora i komika Jerry'ego Lewisa.